# Шахти села Жовте
Шахти в селі Жовте Покровського району Донецької області працювали у 80-х роках XIX століття - на початку ХХ століття. Станом на 2017 рік, жодна з них не діє.

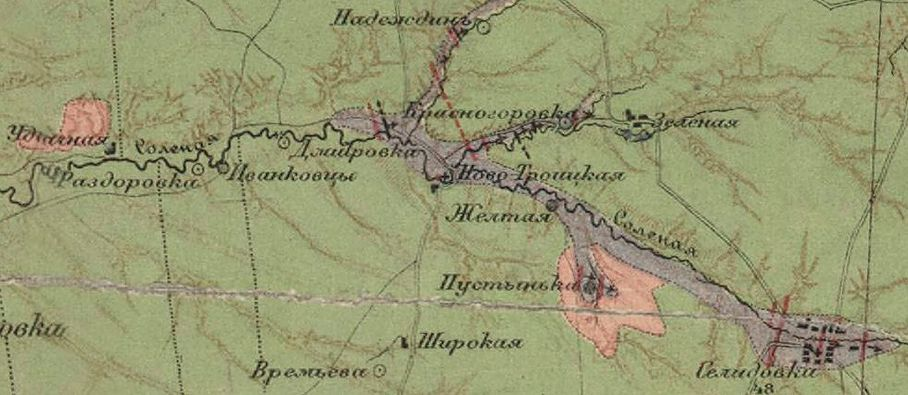
Фрагмент геогностичної карти братів Носових, 1869 рік, із позначенням кам'яновугільних відкладень по річці Солона

Родовище вугілля по долині річки Солона та її притоків розроблялося ще в середині XIX століття в районі села Селидівка (нині - місто Селидове). Будівництво Катерининської залізниці та пов’язані з ним геологічні розвідки у першій половині 80-х років XIX століття, зокрема під керівництвом В.Домгера і Д.Стемпковського, дозволили поширити «фронт гірничих робіт» далеко на захід. Зокрема, в районі сучасного села Жовте, яке до революції належало дворянському роду Бахіревих, була відкрита вугільна шахта, яка розробляла пласт f3 «Бахіревський». Шахта досить швидко вичерпала себе, але на пласт, який вона розробляла, згодом вийшли Преображенський і Західно-Донецький рудники, які краєзнавці міста Покровська вважають за перші капітальні вугільні підприємства району.
Кустарна шахта отримала назву «Божедарівська копальня», була відкрита в середині 80-х років XIX століття. Її власником був місцевий поміщик В.І.Бахірев. Розроблявся пласт вугілля, що спікається, потужністю 0,7 м на глибині 17 м.. Шахта була розташована на височині між долинами річки Солона і її притоком Солоненькою (ближче до останньої річки). Згідно із статистичними даними Ради З’їзду гірничопромисловців півдня Росії, у другій половині 80-х років передбачувана продуктивність копальні складала 0,6…0,8 млн. пудів вугілля на рік. У період з 1 вересня 1889 по 1 вересня 1890 року із Бахіревського рудника було відвантажено по станції Гришине 26 вагонів вугілля. Станом на 1893 рік, рудник вже значився не діючим. 
«В північно-західній частині маєтку [Бахіревих] розвіданий пласт кам'яного вугілля, товщиною в 2 фути і 4 дюйми... Вугілля це належить до типу вугілля жирного, напівспікаючого, такого, що горить сильним рівним полум’ям і дає багато жару...», - так описав це родовище інженер І.П.Табурно. Мова йшла про пласт вугілля f3 «Бахіревський», який і розроблявся в зазначеному маєтку. Крім того, В.І.Бахірев в межах свого маєтку на глибині 30 м розвідав пласт f1 «Лисогорівський», мова про який піде пізніше. 
Тут на наприкінці XIX – на початку ХХ століття закладали рудник «Сольовий» Жовтянського кам'яновугільного товариства, з перспективою вийти на видобувну здатність шахт не менше 7 мільйонів пудів на рік, але за умови негайного будівництва тут залізниці. Анонімне кам’яновугільне товариство «Жовте» утворилося для експлуатації кам'яного вугілля на придбаних в Бахмутському повіті при Жовтій 2250 десятинах землі... Рудник, що закладався, був на відстані 8 верст від станції Гришине. На території майже 700 десятин залягали потужні пласти вугілля, придатного для коксування. Але даних про роботу цього рудника до 1917 року не знайдено. Парадокс полягав у тому, що коли у 1915 році таки відкрили залізницю Гришине – Селидівка із роз’їздом Солоний, запаси вугілля в районі Жовтої було вже вичерпано.
Втім, копальня Бахірева в зоні тяжіння до станції Гришине числилася такою, що діє, навіть станом на 1924 рік. Справа в тому, що на початку 20-х років минулого століття вантажний рух на ділянці залізниці Чунишине – Селидівка, на якій знаходився роз’їзд Солоний, був майже відсутній, і фактично від Гришиного до Селидівки – Цукурихи паровоз засилали тричі на тиждень під вантажний склад. До 1924 року навіть велася дискусія про демонтаж колії від Чунишиного до Селидівки, або й навіть до Курахівки.